# Археологический музей Газы
Археологический музей Газы (араб. المتحف‎, Al Mat’haf, «музей») был открыт осенью 2008 года в секторе Газа. В нём, кроме музея, расположены ресторан, отель, конференц-центр. В музее представлены экспонаты, найденные на территории Газы в разное время.
Экспозиция состоит из 350 артефактов: монет, колонн, изделий из стекла, керамики римского, византийского и исламского периодов, а также времён крестовых походов.
Правительство сектора Газа во главе с представителями Хамаса изъяло из экспозиции некоторые объекты, которые по их мнению не могут быть публично показаны по законам шариата.